# この指とまれ!!
『この指とまれ』（このゆびとまれ）はNHKのドラマ新銀河で1995年1月30日から3月16日まで放送されたテレビドラマ。1997年には続編の『この指とまれ2』が放送された。

## あらすじ
老舗の関東煮屋「げそ熊」の娘、大熊すみれ（藤山直美）は、父と自身の出身校であるなにわ坂小学校の校長から、二学期末を最後に担任不在となった5・6年学級の臨時担任教諭を依頼される。しかしなにわ坂小学校は翌年度には廃校になることが決まっており、すみれが担任するのは三学期だけ。当初は断るつもりだったすみれだったが、前の担任が学級経営がうまく行かず、生徒たちに教育者とは思えないような捨て台詞を吐いて去った話を聞いて、3か月の短い間だがやってみようと決意する。
しかし着任してみると、5・6年学級の生徒は男子も女子も手に負えないやんちゃ揃い。さらには保護者の仕事や家庭環境など、問題を抱える生徒も多かった。廃校までの短い間、すみれはそういった生徒一人ひとりに体当たりでぶつかってゆく。

## キャスト
大熊すみれ
演 - 藤山直美
関東煮屋「げそ熊」の一人娘。教員免状を有しているが、教員をせず実家の「げそ熊」を手伝っていた。小学校の頃担任だった、なにわ坂小学校校長に5・6年学級の臨時担任教諭を頼まれる。
大熊正造
演 - 桂枝雀
すみれの父で「げそ熊」の亭主。すみれに臨時教諭の話を持ってきた本人。なにわ坂小学校の卒業生だが、卒業したのが戦時中だったため卒業式を経験していなかった。
すみれの母
演 - 久我美子
すみれの母でげそ熊の女将。東京でデパートガールをしているところを正造が見初めた。東京出身なので「げそ熊」の関係者で唯一大阪弁を使わない。
すみれの祖父
演 - 喜多村英三
「げそ熊」の先代かつ初代。店の「だし」を決めた本人。現在は引退して息子に店を任せて悠々自適の毎日。恋人もいる。
柳川玉五郎
演 - バクタン祐紀
なにわ坂小学校5・6年学級5年生。旅回りの一座の座長で、周囲からチビ玉と呼ばれている。生まれてからずっと旅から旅の生活をしているので、友達がいない。
板東鈴子
演 - 為重絵美
なにわ坂小学校5・6年学級6年生。父と母は離婚しており、父親に引き取られている。父親の仕事を非常に嫌っている。
明石さおり
演 - 小島美保
なにわ坂小学校5・6年学級6年生。
大場トメコ
演 - 當島未来
なにわ坂小学校5・6年学級5年生。学級内ではオバンと呼ばれている。
マリア・オラッセイ
演 - 竹内るみ子
なにわ坂小学校5・6年学級6年生。日本人の父親とフィリピン人の母親のハーフだが父は行方不明。フィリピン人の母親と二人暮らし。
北条ユメコ
演 - 清水真実
なにわ坂小学校5・6年学級5年生。実家は旅館経営。
松本イチロウ
演 - 山口森広
なにわ坂小学校5・6年学級5年生。
来生ユウタ
演 - 山内涼
なにわ坂小学校5・6年学級6年生。父の影響でキース・リチャード好きであだ名もキース。かつては売れっ子だった父も、現在の仕事は流しで事実上無収入。母親が家計を支えている。
ミツイヒカル
なにわ坂小学校5・6年学級6年生。学級内ではカントクと呼ばれている。
亀井ヤスオ
なにわ坂小学校5・6年学級5年生。学級内ではカメと呼ばれている。
沢村カズヒロ
演 - 西野浩史
なにわ坂小学校5・6年学級6年生。実家は八百屋。両親ともに店に出ているので事実上祖父母に育ててもらっている。学級内ではカズと呼ばれている。
沖田俊
演 - 別所哲也
なにわ坂小学校1・2年学級担任で、すみれの大学の後輩。多額の借金を抱えているがその理由は……。
板東誠
演 - 岸部一徳
板東鈴子の父。仕事はラブホテル経営で、そのホテルが自宅を兼ねている。お菓子を焼いたり紅茶を入れるのが趣味で、すみれが家庭訪問する都度何かともてなしてくれる。
カメの父
演 - 國村隼
亀井ヤスオの父親。自宅で焼肉屋を開いている。在日朝鮮人だが周囲には隠しており、息子にも隠すように諭している。

## スタッフ
- 脚本 - 井上由美子[1]
- 音楽 - 梅林茂[1]
- 美術 - 鯛正之輔[1]
- 技術 - 鈴木秀夫[1]
- 音響効果 - 加藤正孝[1]
- 演出 - 長沖渉[1]
- 制作 - NHK大阪

## サブタイトル
| 週 | 回      | 放送日                        | タイトル               |
| -- | ------- | ----------------------------- | ---------------------- |
| 1  | 1 - 4   | 1995年1月30日 - 1995年2月2日  | 先生なんかイヤや       |
| 2  | 5 - 8   | 1995年2月6日 - 1995年2月9日   | ラブホテルってなんや   |
| 3  | 9 - 12  | 1995年2月13日 - 1995年2月16日 | 韓国ってどこや         |
| 4  | 13 - 16 | 1995年2月20日 - 1995年2月23日 | 夢をみたことあるか     |
| 5  | 17 - 20 | 1995年2月27日 - 1995年3月2日  | 恋人はどっちや         |
| 6  | 21 - 24 | 1995年3月6日 - 1995年3月9日   | さよならって悲しいんか |
| 7  | 25 - 28 | 1995年3月13日 - 1995年3月16日 | どこへたびだつんや     |